# آدم لریف
آدم لریف (انگلیسی: Adam Lareef؛ زادهٔ ۱ ژوئیهٔ ۱۹۸۰) بازیکن فوتبال اهل مالدیو بود.
وی همچنین در تیم ملی فوتبال مالدیو بازی کرده است.